# Holotrichia atkinsoni
Holotrichia atkinsoni är en skalbaggsart som beskrevs av Brenske 1892. Holotrichia atkinsoni ingår i släktet Holotrichia och familjen Melolonthidae. Inga underarter finns listade i Catalogue of Life.